# Dpkg
dpkg – oprogramowanie będące podstawową częścią systemu zarządzania pakietami dystrybucji systemu operacyjnego Debian GNU/Linux.

## Opis programu
dpkg jest oprogramowaniem niskiego poziomu. Oznacza to, że został stworzony do wykonywania podstawowych operacji na pakietach instalacyjnych. Bardziej skomplikowane czynności, takie jak określanie źródeł pakietów czy też automatyczne rozwiązywanie zależności i konfliktów pomiędzy pakietami, wykonują narzędzia wyższego poziomu (np. APT lub Aptitude).
Program dpkg, oraz kilka innych niezbędnych dla działania systemu zarządzania pakietami (dpkg-statoverride, dpkg-divert oraz update-alternatives), dostarczany jest wraz z pakietem "dpkg". Pakiet zawiera także takie programy jak start-stop-daemon oraz install-info. Ten ostatni 
dostarczany jest po to, aby zachować kompatybilność wsteczną.

## Przykładowe użycie
Aby zainstalować pakiet .deb, należy wpisać:
```
dpkg -i 
nazwaPakietuDeb
```

gdzie nazwaPakietuDeb jest nazwą pliku zawierającego informację o pakiecie (zazwyczaj kończy się rozszerzeniem .deb). Polecenie to można wykonać tylko jako root.
Pakiety usuwamy wpisując
```
dpkg -r 
nazwa pakietu
```

Listę zainstalowanych pakietów możemy zobaczyć wpisując:
```
dpkg -l 
[opcjonalny wzór]
```

Rekonfigurację pakietu dpkg możemy wykonać wpisując:
```
dpkg --configure -a 
[nazwa pakietu]
```

## Historia
dpkg został stworzony przez Matta Welsha, Carla Streetera oraz Iana Murdocka. Pierwotnie został napisany w Perlu, jednak w 1993 Ian Jackson przepisał główną część programu w C.

## Narzędzia deweloperskie z pakietu dpkg-dev
Debian oferuje serię narzędzi, które są wykorzystywane podczas procesu budowania pakietu. Są to:
- dpkg-source pakuje i rozpakowuje pliki źródłowe pakietu,
- dpkg-deb pakuje i rozpakowuje pakiety binarne,
- dpkg-gencontrol generuje na podstawie informacji zawartych w plikach źródłowych pakietu, plik control dla pakietu binarnego,
- dpkg-shlibdeps obliczają zależności od bibliotek,
- dpkg-genchanges czyta drzewo katalogów źródłowych po zbudowaniu pakietu i generuje na tej podstawie plik kontrolny (.changes),
- dpkg-buildpackage to skrypt pozwalający na automatyczne zbudowanie pakietu,
- dpkg-distaddfile dodaje plik do debian/files,
- dpkg-parsechangelog czyta plik z zapisem zmian (changelog) rozpakowanego pakietu źródłowego i tworzy opis zmian.